# Cheiramiona filipes
Cheiramiona filipes là một loài nhện trong họ Miturgidae.
Loài này thuộc chi Cheiramiona. Cheiramiona filipes được Eugène Simon miêu tả năm 1898.